# Kaliumpermanganat
Kaliumpermanganat er en kemisk forbindelse af kalium, mangan og ilt: Ved stuetemperatur og atmosfærisk tryk er stoffet et granulat af sorte eller mørkviolette rhombeformede krystaller, evt. med en blålig glans. Stoffet indeholder meget ilt (fire iltatomer), Mn er derfor i højeste oxidationstal (OT = + VII) og virker derfor stærkt oxiderende ("brandnærende").

## Tekniske anvendelser
Kaliumpermanganat bruges som iltningsmiddel i organiske reaktioner og synteser, som blege- og rengøringsmiddel og som lugtfjerner.
Pulveriserede blandinger af kaliumpermanganat og enten magnesium eller aluminium reagerer pludseligt og under afgivelse af stærke lysglimt: Det blev brugt som blitz i fotografiets barndom.

## Sundhed og sygdom
Kaliumpermanganat er giftigt – indtagelse af 10 g kan være dødeligt. Dog finder man antagelig tids nok ud af, at stoffet ikke er spiseligt, når man opdager, at det ætser hud og slimhinder. Man skal man være opmærksom på at indånding af støv giver svie i luftvejene, hoste og åndedrætsbesvær.
Hvis stoffet kommer i kontakt med huden, sørg da for at fjerne det værste med papir og skyl godt efter med vand. Stoffet farver utrolig meget, og den violette farve vil skifte mod en mere brunlig farve. Den brune farve skyldes, at permanganationen(mangan(VII)ion) bliver reduceret til brunsten(mangan(IV)oxid). Flere tror fejlagtigt at brunsten på huden skal slides væk, da det ikke kan vaskes med almindelig sæbe. Brunsten kan dog godt vaskes væk ved tilsætning af et reduktionsmiddel og en syre, da brunstenen reagerer med reduktionsmidlet og bliver reduceret til mangan(II)ion(Mn2+). Metaller opløst på ionform kan let vaskes væk med vand. En kilde til et reduktionsmiddel og en svag syre, de fleste har ved hånden, er saften fra citroner eller appelsiner. Skylles og gnubbes huden med denne saft, fjernes brunstenen.

## Eksperimenter
Ved blanding af kaliumpermanganat, brintoverilte og opvaskemiddel kan der laves 'kunstig sne'. Vær meget varsom ved blandingen, da det er yderst farligt hvis kun kaliumpermanganat og brintoverilte bliver blandet sammen. Så opstår en vulkansk eksplosion, som farver utroligt meget.
|  | Infoboks uden skabelon Denne artikel har en infoboks dannet af en tabel eller tilsvarende. |